# Catedral de Corpus Christi (Port Harcourt)
La Catedral de Corpus Christi o simplemente Catedral de Port Harcourt (en inglés: Corpus Christi Cathedral) (o también conocida por su nombre completo Corpus Christi et Sanguis cathedral) es una catedral católica en Port Harcourt, estado de Rivers, en el país africano de Nigeria. Es la sede del Obispo de Port Harcourt y sirve como la sede de la diócesis de Port Harcourt. La catedral fue dedicada a Edmund Bishop Fitzgibbon. Se encuentra en la línea D, un vecindario de uso mixto de Port Harcourt.
La construcción de la catedral comenzó en 1982 y se terminó en 1991. Al finalizar, el Rev. P. Joseph Kabari fue autorizado desde la parroquia de Santa María para actuar como primer administrador de la catedral. La primera misa se celebró el domingo 11 de octubre de 1991 y se llevó a cabo una ceremonia de inauguración formal el 8 de diciembre de 1991. 